# Modautal
Modautal – gmina w Niemczech, w kraju związkowym Hesja, w rejencji Darmstadt, w powiecie Darmstadt-Dieburg.

## Współpraca
Miejscowości partnerskie:
- Crinitzberg, Saksonia